# 蒂斯內斯
蒂斯內斯（挪威語：Tysnes）是挪威韦斯特兰郡的一個市镇，行政中心为于格達爾村。市镇面积为255平方公里，人口数量为2,869人（2020年），人口密度为每平方公里11.7人。